# Черепівське
Черепі́вське —  село в Україні, в Запорізькому районі Запорізької області. Входить до складу Степненської сільської громади. Населення становить 31 осіб. До 2020 року орган місцевого самоврядування - Наталівська сільська рада.

## Географія
Село Черепівське знаходиться на лівому березі річки Мокра Московка, вище за течією на відстані 1 км розташоване село Бекарівка, нижче за течією на відстані 3 км розташоване село Наталівка, на протилежному березі - селище Кам'яне.